# 速水将大
速水 将大（はやみず しょうた、2000年10月26日 - ）は、愛知県一宮市出身の元プロ野球選手（内野手）。右投右打。NPBでは育成選手だった。

## 経歴

### プロ入り前
小学1年生から野球を始め、一宮市立北方小学校時代は一宮リトル、一宮市立北方中学校時代は尾張一宮リトルシニアでプレー。4歳上の兄の影響で練習についていき、小学1年生の時から硬式球でプレーした。ポジションはリトルでは二塁手、シニアでは二塁手と三塁手が中心だった。中学卒業後は野球留学として地元・愛知県を離れ、日本ウェルネス筑北高等学校に一期生として入学。高校時代の同期に赤羽由紘がいる。
高校卒業後は地元に戻って至学館大学を専願し、4年制と短期大学部の両方を受験した結果、至学館大学短期大学部体育学科に進学することとなった。短期大学部卒業をもって愛知大学野球連盟2部リーグの野球部は2年で退部した。

### BCL・富山時代
2021年3月7日、ベースボール・チャレンジ・リーグの富山GRNサンダーバーズに練習生契約で入団。4月8日に正式な選手契約を結んだ。9月24日に行われた読売ジャイアンツ三軍との交流戦メンバーに選抜され、3打数無安打だったが1犠打を記録した。
10月11日に行われたプロ野球ドラフト会議において、千葉ロッテマリーンズから育成選手ドラフト2位指名を受け、11月10日に支度金300万円、年俸300万円（金額は推定）で仮契約を結んだ。背番号は123。

### ロッテ時代
2022年はイースタン・リーグ公式戦23試合に出場。遊撃手、二塁手として起用されたが、打席数は17のみで、長打0の打率.188に終わった。オフに高校時代の同期である赤羽とともに、母校・日本ウェルネス長野高校硬式野球部の練習場を訪れ、後輩を激励した。
2023年はイースタン・リーグ公式戦への出場機会を増やし、75試合に出場したが、打率.196、長打率.221、出塁率.237と打撃面で結果を残せなかった。守備面では二塁手をメインに遊撃手、三塁手としても出場し、更には外野や一塁を守ることもあった。10月3日、2024年の育成期間満了前に、球団より戦力外通告を受けた。現役続行を希望しており、11月15日にはファイターズ鎌ヶ谷スタジアムで開催の12球団合同トライアウトに参加し、シート打撃で7人の投手と対戦して3つの四球を選び、1本の安打を打った。

### ロッテ退団後
ロッテ退団後は、菊水化学工業軟式野球部でプレーをしている。

## 選手としての特徴・人物
内野守備や走塁を武器とし、一塁到達タイムは3秒9台。内野守備は二塁歴が一番長いものの、遊撃の方に自信を持つ。短大時代の監督からの教えから、ボールを捕球してから握り替えまでの一連の動作を意識しており、握り替えの早さが際立つ。ロッテ担当スカウトの永森大士は、小技が巧く、打撃面でもコンタクト能力が高いと評する。速水自身、打撃については、体に力がないが故にバットを利用してコンパクトにシャープに打つことを意識しているという。
やや猫背で小柄な体格。「自分の活躍次第で、小さな子どもたちに勇気や希望を与えられると思います」と夢を語る。野球を始めた小学生の頃に野球中継で見た小坂誠に憧れを抱き、まずは代走や守備固めのプロフェッショナルになることを目指していた。

## 詳細情報

### NPB年度別打撃成績
- 一軍公式戦出場なし

### 独立リーグでの年度別打撃成績
| 年 度     | 球 団     | 試 合 | 打 席 | 打 数 | 得 点 | 安 打 | 二 塁 打 | 三 塁 打 | 本 塁 打 | 塁 打 | 打 点 | 盗 塁 | 盗 塁 死 | 犠 打 | 犠 飛 | 四 球 | 敬 遠 | 死 球 | 三 振 | 併 殺 打 | 打 率 | 出 塁 率 | 長 打 率 | O P S |
| --------- | --------- | ----- | ----- | ----- | ----- | ----- | -------- | -------- | -------- | ----- | ----- | ----- | -------- | ----- | ----- | ----- | ----- | ----- | ----- | -------- | ----- | -------- | -------- | ----- |
| 2021      | 富山      | 55    | 179   | 159   | 22    | 45    | 3        | 0        | 2        | 54    | 12    | 4     | 1        | 5     | 0     | 12    | -     | 3     | 19    | 1        | .283  | .345     | .340     | .684  |
| 通算：1年 | 通算：1年 | 55    | 179   | 159   | 22    | 45    | 3        | 0        | 2        | 54    | 12    | 4     | 1        | 5     | 0     | 12    | -     | 3     | 19    | 1        | .283  | .345     | .340     | .684  |

### 背番号
- 32（2021年）
- 123（2022年[14] - 2023年）